# Lindbergh Farias
Luiz Lindbergh Farias Filho (João Pessoa, 8 de dezembro de 1969) é um ex-líder estudantil e político brasileiro, filiado ao Partido dos Trabalhadores (PT). É deputado federal pelo Rio de Janeiro.
Lindbergh ganhou fama como líder estudantil. Em 1992, obteve destaque no cenário nacional quando, enquanto presidente da União Nacional dos Estudantes, tornou-se um dos principais líderes do movimento estudantil dos caras-pintadas contra o então presidente Fernando Collor de Mello. Lindbergh cursou medicina e direito, mas nunca chegou a concluir nenhuma graduação.
Após sair do movimento estudantil, foi eleito deputado federal por dois mandatos. Também foi eleito e reeleito prefeito do município de Nova Iguaçu, na Baixada Fluminense. Em 2010, elegeu-se senador pelo Rio de Janeiro.
Em 2014, concorreu ao governo do Rio de Janeiro pelo PT, ficando em quarto lugar, com dez por cento dos votos válidos. Em 2018, tentou a reeleição ao Senado mas ficou em quarto lugar e não foi eleito.

## Primeiros anos

### Infância
Nasceu em 8 de dezembro de 1969 em João Pessoa, capital da Paraíba. É filho do médico Luiz Lindbergh Farias e da professora universitária Ana Maria. Foi batizado com o mesmo nome do pai, uma homenagem do avô ao aviador norte-americano Charles Lindbergh, que fez a primeira travessia solo do Atlântico em 1927. "Luiz" vem do nome do avião de Charles Lindbergh usado na travessia do Atlântico, o “Spirit of St. Louis”.
Passou sua infância na Paraíba, juntamente com seus três irmãos: Fred, Rodrigo e Georgiana.

### Movimento Estudantil
Seu avô era eleitor do Partido Comunista. O pai estudou no Rio e foi vice-presidente nacional da UNE em 1961. Segundo ele mesmo diz, cresceu cercado de livros sobre o pensamento da esquerda e, aos catorze anos, já se dizia socialista. Aos 16 anos, filiou-se ao PCdoB, onde atuou no seu braço juvenil, chegando a ser presidente nacional da União da Juventude Socialista (UJS) alguns anos depois.
Aos 17 anos, começou a estudar medicina na Universidade Federal da Paraíba. Em 1990, ingressou, mediante submissão à seleção pelo vestibular no curso de Direito na mesma instituição e ingressou para o DCE (Diretório Central dos Estudantes). Com 21, foi eleito secretário-geral da União Nacional dos Estudantes (UNE) e se mudou para São Paulo.
Em 1992, Lindbergh Farias foi eleito presidente da UNE, marcando o início de sua carreira política. Naquele ano, conheceu o petista Luiz Inácio Lula da Silva.[carece de fontes?]

### Caras-pintadas
Assim que se tornou presidente da UNE, mudou-se para o Rio de Janeiro, e, no movimento estudantil, liderou o histórico movimento dos caras-pintadas, em 1992, que contribuiu significativamente para o impeachment do então presidente Fernando Collor de Mello.
Em entrevista ao jornal Folha de S.Paulo, Lindbergh disse: "A gente saiu do museu, pegou a Avenida Paulista, desceu a Avenida Brigadeiro Luiz Antônio e terminou em frente à faculdade de direito da USP, no Largo São Francisco".

## Carreira política

### Mandatos como deputado
Radicado no estado do Rio de Janeiro, Lindbergh se elegeu deputado federal pelo Partido Comunista do Brasil (PCdoB) nas eleições de 1994. Em 1996, foi eleito presidente nacional da União da Juventude Socialista (UJS). Aderiu ao trotskismo em 1997 e ingressou no Partido Socialista dos Trabalhadores Unificado (PSTU). Na Câmara dos Deputados, pautou seu primeiro mandato pela oposição ao governo de Fernando Henrique Cardoso.
Foi destaque nas manifestações contra a privatização da Companhia Vale do Rio Doce e do Sistema Telebrás. Na venda da Vale, Lindbergh se uniu às manifestações de cerca de cem estudantes na entrada da Bolsa de Valores do Rio de Janeiro. No leilão das telefônicas, enfrentou a polícia em protestos. Embora tenha recebido expressiva votação (73 mil votos) nas eleições de 1998, não conseguiu se reeleger porque o PSTU – legenda pela qual concorreu – não atingiu coeficiente eleitoral.
Pelo mesmo motivo, em 2000 não pôde assumir o cargo de vereador, embora fosse o quarto mais votado do Rio de Janeiro, com 47 mil votos. Decidiu, então, filiar-se em 2001 ao Partido dos Trabalhadores (PT) para apoiar a candidatura de Luiz Inácio Lula da Silva à presidência. Retornou novamente à Câmara dos Deputados em 2002 com mais de 83 mil votos.[carece de fontes?]

### Prefeito de Nova Iguaçu
Em 2004, candidatou-se à prefeitura de Nova Iguaçu, na Baixada Fluminense — pela coligação "Hora da mudança", composta por PSB, PCdoB, PSDB e PFL. Venceu a disputa no segundo turno com 57,74% dos votos e tomou posse em 1º de janeiro de 2005.
Na prefeitura, sua agenda se voltou para as pautas de educação. Sua administração criou os programas Bairro Escola e Cidade Universitária. O programa Bairro Escola, que promovia, com ajuda da comunidade, o ensino em tempo integral aos estudantes da região, serviu de base para o Ministério da Educação desenvolver o Programa Mais Educação, que leva esta metodologia a várias escolas em todo o país.
O Bairro Escola também foi implementado em outras cidades, como em Belo Horizonte, onde foi adotado pela Secretaria de Educação da prefeitura local. O sucesso de implementação do programa também inspirou a UNICEF a elaborar uma cartilha para levar o Bairro Escola em várias cidades do mundo.
Nas eleições municipais de 2008, reelegeu-se prefeito de Nova Iguaçu no primeiro turno, com cerca de 260 mil votos (cerca de 65%) pela coligação “A Mudança não pode parar”, composta por PT, PDT, PSB, PV, PCdoB, PTdoB, PR, PTB, PTN, PRB e DEM. Lindbergh tomou posse pela segunda vez em 1º de janeiro de 2009.
Ao longo de seu mandato foi denunciado pela oposição por fraudes, como o "mensalinho" na Câmara de Nova Iguaçu, Lindbergh afirmou que as acusações eram armação do então candidato a prefeito Rogério Lisboa (DEM) junto com o repórter Mino Pedrosa da “IstoÉ”.
Em 2008, sua ex-secretária, Lídia Cristina Esteves, declara que era obrigada a permitir que toda a folha de pessoal da prefeitura fosse rodada na Paraíba, sob o comando de Frederico Farias, irmão de Lindbergh. Porém, Lindbergh afirma que a ex-secretária foi exonerada em 2006 e respondia a inquérito administrativo por possíveis irregularidades. Tais denúncias fizeram com que Lindbergh se tornasse o prefeito mais processado da história do município.
Em maio de 2010, sua prefeitura foi acusada de ter contratado sem licitação em março de 2005 a Fundação de Empreendimentos Científicos e Tecnológicos (Finatec). Em liminar, Lindbergh teve seus bens bloqueados pela 3a Vara Cível de Nova Iguaçu a pedido do Ministério Público em 2010. Segundo o Ministério Público, o município dispensou a licitação porque a empresa tinha notória especialização para o trabalho de consultoria.  Segundo Lindbergh, não há nada de ilegal na contratação da Finatec - por isso recorreu da liminar.  Ele acredita que a ação foi uma jogada política da oposição para atrapalhar sua participação nas eleições de 2010, uma vez que o processo foi instaurado logo que ele deixou a prefeitura, 5 anos depois da contratação da Finatec.

Em 5 de novembro de 2013, o STJ cassou a decisão tomada no ano anterior pela 10ª Câmara Cível do Tribunal de Justiça do Rio, que havia condenado Lindbergh por improbidade administrativa e suspendeu os seus direitos políticos por cinco anos, o que impediria, na prática, suas pretensões em 2014 (a suspensão de seus direitos políticos só entraria em vigor depois de esgotados todos os recursos). A ação civil pública que originou o processo foi movida pelo Ministério Público Estadual por causa de uma contratação sem licitação de um fornecedor  para serviços de iluminação em Nova Iguaçu, nos tempos em que era administrada por Lindbergh. Eliana Calmon, relatora do processo, classificou a decisão do TJ/RJ como um “aleijão jurídico”.
Em 6 de fevereiro de 2014, o Supremo Tribunal Federal (STF) decidiu, por unanimidade, pela absolvição sumária de Lindbergh da acusação de omissão quando ele era prefeito de Nova Iguaçu. O Ministério Público do Estado do Rio de Janeiro (MP/RJ) acusou Lindbergh Farias de não ter enviado dados solicitados para uma investigação. A defesa argumentou que ele não respondeu porque não recebeu o pedido. O procurador-geral da República, Rodrigo Janot, opinou pela absolvição sumária. O plenário do Supremo não chegou a analisar a denúncia e decidiu pela absolvição por falta de indícios de cometimento de crime. Em nota, o senador afirmou que a decisão reveja que o MP de Nova Iguaçu agiu com "excesso".
A Justiça do Rio tornou indisponíveis os bens do senador devido à contratação — supostamente irregular — de empresas de coleta de lixo no município de Nova Iguaçu em 2009, quando Lindbergh era o prefeito. A decisão atendeu ao pedido do MP/RJ, que havia impetrado ação civil pública por improbidade administrativa e pediu a decretação da indisponibilidade como medida cautelar (preventiva). A decisão foi da juíza Marianna Medina Teixeira, em exercício na 4ª Vara Cível de Nova Iguaçu.
Segundo a denúncia do Ministério Público, durante a gestão de Lindbergh foi montado um esquema na prefeitura para beneficiar uma empresa. O esquema envolvia a participação do ex-prefeito e de dois assessores. Mediante dispensa de licitação, essa empresa foi contratada em caráter emergencial pela Empresa Municipal de Limpeza Urbana de Nova Iguaçu (Emlurb) para a execução dos serviços de coleta, remoção e transporte de resíduos sólidos em áreas do município, pelo período de seis meses. O valor mensal do contrato era de R$ 2.356.656,85 — em seis meses, o contrato chegava a R$ 14.139.941,10. Na mesma situação emergencial foram contratadas outras duas empresas, também em 2009. A denúncia aponta que, por conta desses contratos emergenciais, em 2009 a Prefeitura de Nova Iguaçu teria desembolsado dos cofres públicos, apenas com serviços de coleta e remoção de lixo urbano e varrição de ruas, R$ 40.229.887,62.
O Ministério Público afirmou que "em verdade, não houve situação emergencial que ensejasse a dispensa de licitação para a prestação de serviço, uma vez que Lindbergh assumiu o cargo de prefeito em 1 de Janeiro de 2005 e que, por tal motivo, teria tido tempo hábil para atualizar-se em relação à situação contratual e, assim, realizar o devido procedimento licitatório prévio à renovação dos contratos, nos termos da Lei n.º 8.666/93". Acrescenta ainda que "a situação de emergência suscitada pela municipalidade ocorreu por inércia da própria administração pública, pela falta de planejamento, desídia administrativa e má gestão".
Em sua decisão, a juíza Marianna Medina Teixeira afirmou que "os fatos narrados na inicial envolvem valores expressivos, o que, sem dúvidas, gerou danos ao patrimônio público, e consequentemente à coletividade, impondo, assim, com base em tudo o que foi aduzido na fundamentação desta decisão, a decretação da medida liminar requerida pelo órgão ministerial". "Ante o exposto, defiro a medida cautelar pleiteada e decreto a indisponibilidade dos bens móveis e imóveis dos demandados qualificados na exordial, até o limite do valor total dos contratos".".

Em 20 de Dezembro de 2018, Lindbergh foi condenado na Justiça Federal do Rio de Janeiro por improbidade administrativa. Segundo a setença ele cometeu irregularidades em prestações de contas quando era prefeito da cidade de Nova Iguaçu, em 2007. Essa decisão da 1ª Vara Federal de Nova Iguaçu, determinou de uma multa equivalente a 12 meses do último salário de Lindbergh enquanto prefeito da cidade fluminense.
Segundo a acusação do Ministério Público Federal (MPF), Lindbergh não prestou contas de um convênio de R$ 174 mil com o FNDE (Fundo Nacional de Desenvolvimento da Educação), quando governava a cidade para adaptar dez escolas a alunos com necessidades especiais.
Em 2010, venceu em disputa interna a ex-governadora e secretária do governo Benedita da Silva para ser candidato do PT ao Senado, deixando assim a Prefeitura de Nova Iguaçu. No mês de abril, deixou a prefeitura, sendo sucedido por sua vice Sheila Gama.
Em 29 de dezembro de 2023, a Justiça do Rio de Janeiro manteve a condenação de Lindbergh Farias por improbidade administrativa. Farias foi condenado a pagar R$ 640 mil de multa e pode ter os direitos políticos suspensos por 5 anos.

### Senado Federal

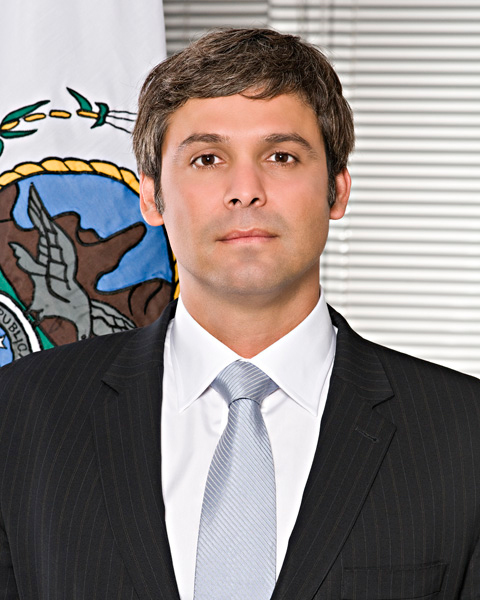
Foto oficial de senador (Agência Senado).

Em 3 de outubro de 2010, Lindbergh foi eleito senador pelo Estado do Rio de Janeiro, ficando em 1° lugar. Recebeu 4 213 749 votos, o equivalente a 28,65% dos votos válidos. O segundo lugar, Marcelo Crivella, recebeu 3 332 886 votos, o equivalente a 22,66% dos votos válidos.
Em março de 2011, foi eleito presidente da Subcomissão Permanentes de Assuntos Sociais das Pessoas com Deficiência.
Em fevereiro de 2013, Lindbergh foi escolhido por unanimidade entre os senadores como presidente da Comissão de Assuntos Econômicos (CAE).
Participou da discussão e votação de projetos importantes, a exemplo da manutenção da distribuição dos royalties do petróleo, e do aumento da aplicação desses recursos na educação e saúde.
Em outubro de 2017, votou a contra a manutenção do mandato do senador Aécio Neves, mostrando-se favorável à decisão da Primeira Turma do Supremo Tribunal Federal no processo onde ele é acusado de corrupção e obstrução da justiça por solicitar dois milhões de reais ao empresário Joesley Batista.
Nas eleições de 2018, Lindbergh Farias tentou a reeleição como senador pelo estado do Rio de Janeiro pelo Partido dos Trabalhadores (PT). A candidatura do então senador foi anunciada na convenção estadual do PT, realizada no dia 1º de agosto de 2018 na sede da Associação Brasileira de Imprensa (ABI), situada no bairro carioca do Centro. No mesmo evento, a filósofa Marcia Tiburi foi confirmada como candidata da legenda ao Governo do Estado do Rio de Janeiro. No pleito, Lindbergh obteve 1.419.676 votos (10,17% do total de votos válidos), não se elegendo ao cargo disputado.

## Controvérsias

### Comentários sobre elevado índice de desemprego
Lindbergh mencionou em sua página oficial no Facebook o recorde de desemprego no país, anunciado no dia 31 de maio pelo IBGE, como uma forma de atacar o governo do presidente em exercício Michel Temer. "Recorde de desemprego: o golpe aumentou a crise", diz o senador no texto, em referência à crise político-econômica iniciada em 2014. No entanto os dados se referem ao trimestre encerrado em abril de 2016, período que corresponde ao governo Dilma Rousseff, cometendo uma gafe. A taxa de desocupação no Brasil ficou em 11,2% no referido trimestre, de acordo com dados da Pesquisa Nacional por Amostra de Domicílios Contínua (PNAD Contínua). Apesar das acusações por parte da imprensa indicando gafe, nos anos de 2017 e 2018, durante o governo de Michel Temer, a taxa de desemprego ultrapassou os 13% por mais de uma vez, tendo realmente o pior desempenho desde o início da série histórica, em 2012.

#### Voto contra a prisão de Delcídio
Lindbergh não deu explicações sobre o motivo de ter votado contra a prisão do então Senador Delcídio do Amaral feita pelo Supremo Tribunal Federal. Delcídio foi preso após o filho de Nestor Cerveró, ex-diretor da Petrobras, ter gravado uma conversa em que, entre outras coisas, prometeria a libertação de Cerveró, incluindo um plano de fuga internacional.

### Direitos políticos suspensos
Em 17 de dezembro de 2016, teve seus direitos políticos suspensos por ter permitido o uso promocional de sua imagem, em dezembro de 2007 e no primeiro semestre de 2008, quando era prefeito de Nova Iguaçu. Em 21 de dezembro, teve novamente os seus direitos políticos suspensos por improbidade administrativa em menos de uma semana, somando 9 anos, por decisão do mesmo juiz Gustavo Quintanilha Telles de Menezes, titular da 7ª Vara Cível da Comarca de Nova Iguaçu, na Baixada Fluminense.
Em 2019, teve novamente seus direitos políticos suspensos, em função de distribuir caixas de remédio com a impressão de um sol estilizado, logotipo de sua gestão, em vez do brasão oficial do município. No dia 17 de dezembro de 2020 o plenário do Tribunal Superior Eleitoral (TSE) deferiu, por 6 votos a 1, o registro de candidatura de Lindbergh Farias, sendo assim fica autorizado a assumir cargo de vereador do município do Rio de Janeiro RJ em 1º de janeiro de 2021.

## Desempenho em eleições
| Ano  | Eleição                     | Partido | Cargo            | Votos     | %                 | Resultado  | Ref    |
| ---- | --------------------------- | ------- | ---------------- | --------- | ----------------- | ---------- | ------ |
| 1994 | Estaduais no Rio de Janeiro | PCdoB   | Deputado Federal | 57.544    | 1,27%             | Eleito     | [ 47 ] |
| 1998 | Estaduais no Rio de Janeiro | PSTU    | Deputado Federal | 73.791    | n/d               | Não eleito | [ 48 ] |
| 2000 | Municipal do Rio de Janeiro | PSTU    | Vereador         | 40.503    | n/d               | Não eleito | [ 49 ] |
| 2002 | Estaduais no Rio de Janeiro | PT      | Deputado Federal | 83.468    | 1,03%             | Eleito     | [ 50 ] |
| 2004 | Municipal de Nova Iguaçu    | PT      | Prefeito         | 181.185   | 48,13% (1º Turno) | Eleito     | [ 51 ] |
| 2004 | Municipal de Nova Iguaçu    | PT      | Prefeito         | 217.521   | 57,74% (2º Turno) |            | [ 51 ] |
| 2008 | Municipal de Nova Iguaçu    | PT      | Prefeito         | 263.292   | 65,35%            | Eleito     | [ 52 ] |
| 2010 | Estaduais no Rio de Janeiro | PT      | Senador          | 4.213.749 | 28,65%            | Eleito     | [ 53 ] |
| 2014 | Estaduais no Rio de Janeiro | PT      | Governador       | 798.897   | 10,00%            | Não eleito | [ 54 ] |
| 2018 | Estaduais no Rio de Janeiro | PT      | Senador          | 1.419.676 | 10,17%            | Não eleito | [ 55 ] |
| 2020 | Municipal do Rio de Janeiro | PT      | Vereador         | 24.912    | 0,94%             | Eleito     | [ 56 ] |
| 2022 | Estaduais no Rio de Janeiro | PT      | Deputado Federal | 152.219   | 1,76%             | Eleito     | [ 57 ] |

## Vida pessoal
Lindbergh foi casado com a advogada gaúcha Maria Antonia Goulart, com quem teve 3 filhos: Luiz, Marina e Beatriz, sendo a última portadora de Síndrome de Down. Atualmente namora a deputada federal Gleisi Hoffmann.
É torcedor do Vasco da Gama.

## Reconhecimento e prêmios
Em 2004, Lindbergh foi escolhido pela revista Isto É Gente como uma das personalidades daquele ano, devido a sua forte atuação política, que, naquela ocasião, o levou à Prefeitura de Nova Iguaçu.
Pelo Bairro Escola, recebeu, entre outros, o Prêmio Caixa Melhores Práticas em Gestão Local e o Prêmio Tecnologia Social, concedido pela Fundação Banco do Brasil.
Em 18 de junho de 2010, Lindbergh recebeu o Troféu Heitor Falcão, prêmio que homenageia nomes políticos, esportivos, empresariais e artísticos que se destacam e carregam consigo o nome da Paraíba, divulgando-o em nível nacional e internacional.
Em 2011, Lindbergh foi escolhido como um dos três parlamentares mais atuantes no Senado naquele ano, pelo site Congresso em Foco. Os outros dois senadores escolhidos foram Cristovam Buarque e Eduardo Suplicy.
Ainda em 2011, os leitores do site Congresso em Foco também escolheram Lindbergh como o Parlamentar do Futuro. Ele travou uma disputa acirrada com o deputado Jean Wyllys, que obteve 5 161 votos. A deputada Manuela d'Ávila, com 3 905, o deputado Reguffe, com 2 952 votos, e o senador Randolfe Rodrigues, com 1 502, completaram os cinco parlamentares com menos de 45 anos que mais se destacaram no Congresso em 2011.
Em dezembro de 2011, Lindbergh lançou o livro "Royalties do Petróleo: As regras do jogo" (Editora Agir). A noite de autógrafos foi na Livraria Timbre do Shopping da Gávea, na Zona Sul do Rio de Janeiro.